# 阿加萬
阿加萬（英語：Agawam）是美國麻薩諸塞州漢登縣的一個城市，面積62.8平方公里。根據美國2000年人口普查，人口28,144人。